# 點斑粘鱸
點斑粘鱸（学名：Acestrocephalus stigmatus），為輻鰭魚綱脂鯉目脂鯉亞目脂鯉科的其中一個種。分布於南美洲巴西托坎廷斯河、鑫谷河及阿拉瓜亞河流域，體長可達9.8公分，棲息在底中層水域，生活習性不明。